# 광주서초등학교
광주서초등학교는 대한민국 광주광역시 서구 화정동에 있는 초등학교다.

## 학교 연혁
- 1981. 06. 09 광주서초등학교 설립 인가
- 1982. 03. 02 광주서초등학교 개교